# Sudáfrica en los Juegos Olímpicos de Milán-Cortina d'Ampezzo 2026
Sudáfrica participará en los Juegos Olímpicos de Milán-Cortina d'Ampezzo 2026. El responsable del equipo olímpico es la Confederación Deportiva y Comité Olímpico Sudafricano, así como las federaciones deportivas nacionales de cada deporte con participación.